# Jerzy Turzewski
Jerzy Turzewski pseud. Karwowski (ur. 30 czerwca 1931 w Warszawie, zm. 29 lipca 2020) – polski działacz kombatancki, założyciel i prezes Fundacji Pamięci Powstania Warszawskiego i Pomocy Weteranom 1944 r.

## Życiorys

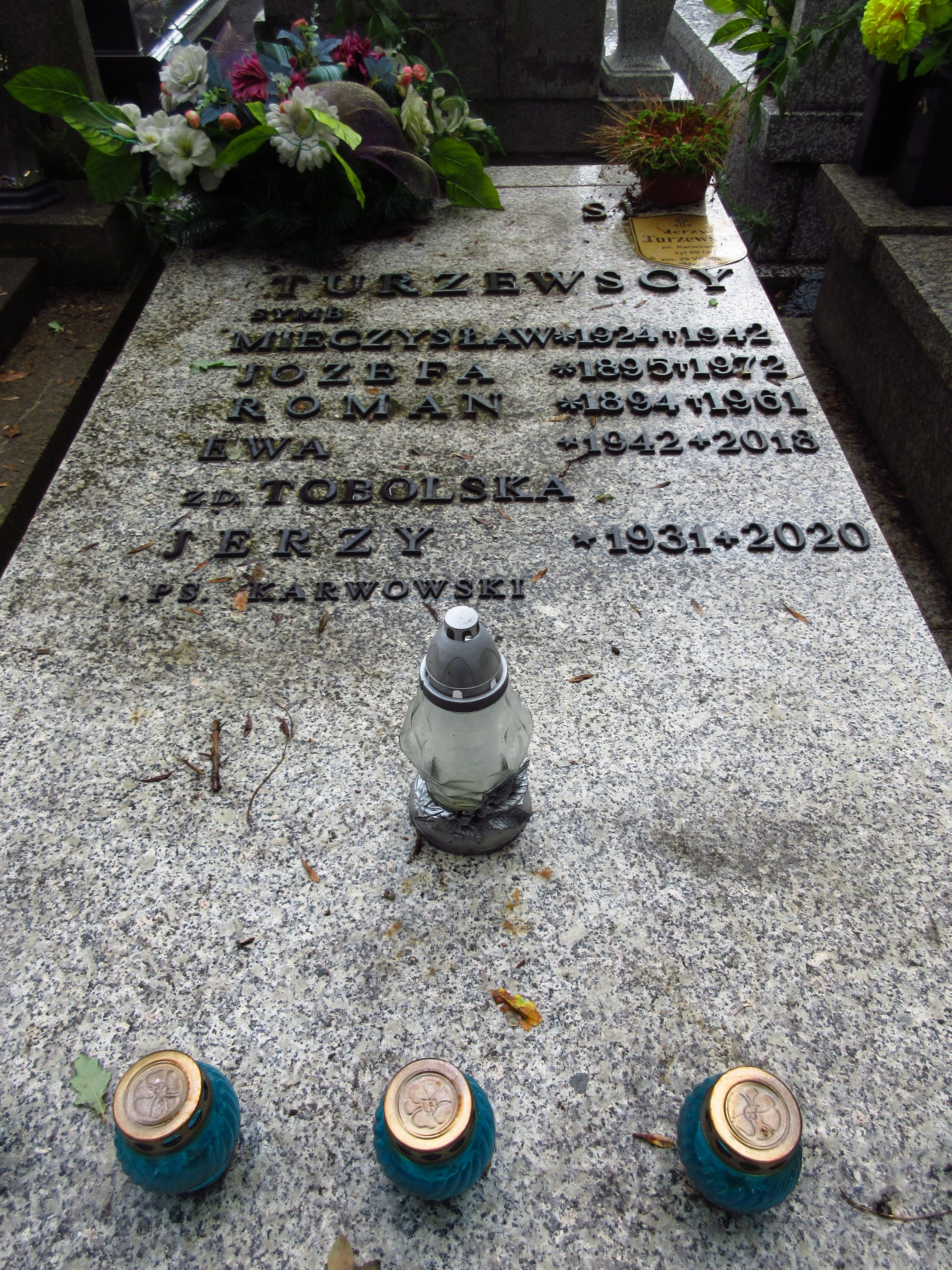
Grób Jerzego Turzewskiego na Cmentarzu Bródnowskim.

Urodził się w Warszawie jako syn Romana i Józefy z domu Marfiak. Był uczestnikiem powstania warszawskiego jako strzelec w szeregach 104. kompanii Związku Syndykalistów Polskich wchodzącej w skład Zgrupowania "Róg" AK. We wrześniu 1944 opuścił Stare Miasto wraz z ludnością cywilną. 
Był wieloletnim członkiem Zarządu Głównego Związku Powstańców Warszawskich. Jerzy Turzewski był także założycielem i prezesem powołanej w 2004 r., Fundacji Pamięci Powstania Warszawskiego i Pomocy Weteranom 1944 roku. 
W 2005 został odznaczony Krzyżem Kawalerskim Orderu Odrodzenia Polski. W 2014 otrzymał Nagrodę Miasta St. Warszawy.
Zmarł 29 lipca 2020. Został pochowany na cmentarzu bródnowskim w Warszawie(kwatera 18M-2-30).